# Federdistribuzione

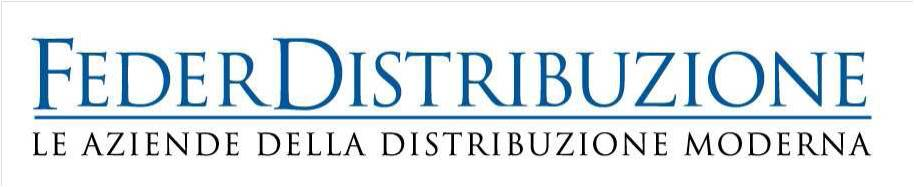
Logo

Federdistribuzione è espressione della Distribuzione Moderna e riunisce e rappresenta, nelle sedi istituzionali, locali, nazionali e comunitarie le imprese distributive operanti nei settori alimentare e non alimentare che svolgono la propria attività attraverso le più innovative formule del commercio moderno. Federdistribuzione si compone di cinque associazioni nazionali che rappresentano un universo articolato di imprese e di multicanalità che si differenziano per dimensioni, forme distributive e merceologie trattate. Le imprese associate a Federdistribuzione nel 2023 hanno realizzato un giro d'affari di 80,1 miliardi di euro, con una quota pari al 52% del totale del mercato della Distribuzione Moderna; hanno una rete distributiva di circa 18.400 punti vendita (di cui 7.600 in franchising) e danno occupazione a oltre 220.000 addetti. Rappresentano, infine, il 32% del valore dei consumi commercializzabili.   

## La Federazione
La Federazione, che ha la propria sede a Milano e un ufficio a Roma, è presente su tutto il territorio nazionale attraverso una rete di delegati regionali e provinciali. Le attività della federazione si svolgono nell'ambito dei temi del commercio, del mercato e della libera concorrenza.

## Storia
La storia della Federazione comincia con la fondazione dall'AIGID (Associazione Italiana delle Grandi Imprese di Distribuzione al Dettaglio) costituita a Milano nell'ottobre del 1960 e che riunisce le principali aziende del commercio al dettaglio, alimentari e non alimentari, operanti all'epoca. AIGID aderisce a Confcommercio.
Nel marzo del 1978, i soci di AIGID decidono di costituire la FAID Federdistribuzione ,allargando l'ambito di rappresentatività dell'organizzazione alle differenti formule del mercato moderno: Ipermercato, Supermercato grandi e piccoli, discount, grandi magazzini, grandi superfici specializzate nei prodotti non alimentari, cash and carry, vendite a distanza, vendite dirette a domicilio, franchising. La nuova Federdistribuzione nasce nel 2005, dalla fusione di FAID Federdistribuzione e Federcom, la Federazione che riuniva le imprese della Distribuzione Organizzata alimentare. 
Il 23 dicembre 2011 Federdistribuzione ha deciso di operare in forma autonoma rispetto a  Confcommercio - Imprese per l'Italia . Federdistribuzione aderisce ad EuroCommerce, l'associazione europea che rappresenta il settore del commercio (dettaglio, grossisti, commercio internazionale) presso le istituzioni europee.
Federdistribuzione è socio di Consumers' Forum, associazione indipendente di cui fanno parte le principali Associazioni di Consumatori, numerose Imprese Industriali e di servizi e le loro Associazioni di categoria, Centri di Ricerca e Università.
Federdistribuzione rappresenta un sistema di imprese che nel 2019 ha realizzato un giro d'affari di 60,1 miliardi di euro, attraverso 202.100 addetti - circa il 90% dei quali assunto a tempo indeterminato - e una rete che supera la quota dei 13.950 punti, fra supermercati, centri commerciali, catene di franchising associate, grandi superfici non alimentari. 
Dopo l'uscita nel 2011 dalla Confcommercio, il 22 dicembre 2018 ha siglato con le organizzazioni sindacali più rappresentative il primo contratto collettivo nazionale di settore. 

## Struttura
La Federazione si compone di cinque associazioni nazionali che rappresentano un universo articolato di imprese e di multicanalità che si differenziano per dimensioni, forme distributive e merceologie trattate. 
Le cinque associazioni che compongono Federdistribuzione sono:
- ADA: Associazione Distributori Associati
- ADIS: Associazione Distribuzione Ingrosso a Self Service
- AIRAI: Associazioni Imprese Retailer Alimentare
- ANCIDIS: Associazione Nazionale Commercio Imprenditoriale al Dettaglio e Imprese Specializzate non Food
- FEDERDISTRIBUZIONE FRANCHISING

L'attuale presidente di Federdistribuzione è Carlo Alberto Buttarelli, in carica da aprile 2023. A marzo 2023 Federdistribuzione ha presentato il nuovo Report di Sostenibilità della Distribuzione Moderna. Il documento va in continuità con le precedenti quattro edizioni del Bilancio di Sostenibilità di Settore della Distribuzione Moderna,  ponendo maggiore focus sui sei SDGs, gli Obiettivi di Sviluppo Sostenibile previsti dall’Agenda 2030 delle Nazioni Unite, su cui la Distribuzione Moderna riesce maggiormente a incidere.